# Городниченко, Юрий Александрович
Юрий Александрович Городниченко (укр. Юрій Олександрович Городніченко; 3 октября 1978) — украинский и американский экономист, профессор Калифорнийского университета в Беркли (Quantedge Presidential Professor of Economics). Член Эконометрического общества.

## Биография
Юрий Городниченко окончил в 1999 году Киево-Могилянскую академию, а в 2001 году магистратуру по экономике при Консорциуме экономических исследований и образования (будущая Киевская школа экономики). Продолжил обучение в магистратуре по статистике (2004) в Мичиганском университете. Там же защитил диссертацию на тему «Essays in Macroeconomics» и получил степень PhD in Economics. С 2007 года преподаёт в Калифорнийском университете в Беркли, с 2017 года — профессор.
С 2007 года сотрудничает с Национальным бюро экономических исследований и Институтом экономики труда. C 2009 года — приглашённый исследователь в Федеральном резервном банке Сан-Франциско. Консультант Европейского инвестиционного банка и Европейского центрального банка. 

## Научная деятельность
Основная сфера научных интересов — прикладная макроэкономика, в том числе модели оптимальной денежной-кредитной и фискальной политики, интеграция мировых рынков, факторы существования жесткости цен и другие.
В июне 2012 года получил от Национального научного фонда США грант $420,366 тыс. на исследование по теме «Analysis of Prices, Informational Rigidities and Productivity Differences».
Работы Юрия Городниченко были опубликованы в ведущих экономических журналах, таких как American Economic Review, Journal of Political Economy, Quarterly Journal of Economics, The Review of Economic Studies, Journal of European Economic Association и многих других. Городниченко — член редколлегии журналов Journal of Monetary Economics и «Вестник Национального банка Украины». С 2014 по 2017 года был соредактором журнала «Обзор экономики и статистики». Соучредитель и член наблюдательного совета проекта VoxUkraine. 
Член Эконометрического общества (2021), Кильского института мировой экономики (2011), Ассоциации сравнительных экономических исследований (2019), Европейской академии (2022).
На апрель 2022 года индекс Хирша по версии Google Scholar — 54, по версии Scopus — 29. По данным RePEc на март 2022 года входит в Топ 10 экономистов по публикациям за последние 10 лет.

## Общественная и экспертная деятельность
В апреле 2022 года руководил подготовкой доклада «План реконструкции Украины» Центра исследований экономической политики, в котором разрабатывался сценарий послевоенного восстановления экономики страны.

## Награды и признание
- 2011 — Excellence Awards[16]
- 2012 — NSF CAREER Award[англ.][17]
- 2013 — Стипендия Слоуна[18]
- 2015 — Самый успешный украинский экономист по версии Forbes Украина[19]
- 2018 — Monetary Economics and Finance Prize (Junior Prize non EU)[20]
- 2018 — Лучший молодой экономист в мире по версии RePEc[21] (по публикациям за 15 лет)

Исследования Городниченко финансировались Национальным научным фондом, Фондом Альфреда П. Слоуна, Национальном бюро экономических исследований, Администрацией социального обеспечения, Google и другими агентствами и фирмами.

## Избранные публикации
- Measuring the Output Responses to Fiscal Policy (Alan J. Auerbach[англ.], Yuriy Gorodnichenko), American Economic Journal: Economic Policy, 4 (2), 1—27, May 2012.
- Alan J. Auerbach, Yuriy Gorodnichenko. Fiscal Multipliers in Recession and Expansion // Fiscal Policy after the Financial Crisis. — University of Chicago Press, 2013. — С. 63–98. — 704 с. — ISBN 978-0-226-01844-7.
- Information Rigidity and the Expectations Formation Process: A Simple Framework and New Facts (Olivier Coibion, Yuriy Gorodnichenko), American Economic Review, 105 (8), 2644—2678, August 2015.